# Campionato mondiale femminile di pallacanestro 2022
La XIX edizione del Campionato Mondiale di Pallacanestro Femminile FIBA si è disputata in Australia dal 22 settembre al 1º ottobre 2022.
Gli Stati Uniti, campioni in carica, si riconfermano battendo in finale la Cina per 83-61.

## Sedi delle partite
| Sydney     | Sydney           | Sydney              | Sydney |
| Impianto   | Qudos Bank Arena | State Sports Centre | Sydney |
| Spettatori | 21.032           | 5.006               | Sydney |
| Foto       |                  |                     | Sydney |

## Qualificazioni
| N° | Squadra              | Qualificata come                                              | Data di qualificazione | Ultima partecipazione | Miglior piazzamento                                                   |
| -- | -------------------- | ------------------------------------------------------------- | ---------------------- | --------------------- | --------------------------------------------------------------------- |
| 1  | Australia            | Paese organizzatore                                           | 26 marzo 2020          | Spagna 2018           | Campione (2006)                                                       |
| 2  | Stati Uniti          | Campione olimpico                                             | 8 agosto 2021          | Spagna 2018           | Campione (1953, 1957, 1979, 1986, 1990, 1998, 2002, 2010, 2014, 2018) |
| 3  | Bosnia ed Erzegovina | 3º posto nel Gruppo C del Torneo di qualificazione            | 5 febbraio 2022        | debuttante            | debuttante                                                            |
| 4  | Canada               | 1º posto nel Gruppo C del Torneo di qualificazione            | 5 febbraio 2022        | Spagna 2018           | 3º posto (1979, 1986)                                                 |
| 5  | Giappone             | 2º posto nel Gruppo C del Torneo di qualificazione            | 5 febbraio 2022        | Spagna 2018           | 2º posto (1975)                                                       |
| 6  | Cina                 | 1º posto nel Gruppo B del Torneo di qualificazione            | 11 febbraio 2022       | Spagna 2018           | 2º posto (1994)                                                       |
| 7  | Francia              | 3º posto nel Gruppo B del Torneo di qualificazione            | 11 febbraio 2022       | Spagna 2018           | 3º posto (1953)                                                       |
| 8  | Corea del Sud        | 3º posto nel Gruppo A del Torneo di qualificazione            | 12 febbraio 2022       | Spagna 2018           | 2º posto (1967, 1979)                                                 |
| 9  | Serbia               | 1º posto nel Gruppo A del Torneo di qualificazione            | 12 febbraio 2022       | Turchia 2014          | 8º posto (2014)                                                       |
| -  | Nigeria              | 2º posto nel Gruppo B del Torneo di qualificazione            | 13 febbraio 2022       | Spagna 2018           | 8º posto (2018)                                                       |
| 10 | Belgio               | 2º posto nel Gruppo D del Torneo di qualificazione            | 13 febbraio 2022       | Spagna 2018           | 4º posto (2018)                                                       |
| -  | Russia               | 3º posto nel Gruppo D del Torneo di qualificazione            | 14 febbraio 2022       | Repubblica Ceca 2010  | 2º posto (1998, 2002, 2006)                                           |
| 11 | Porto Rico           | Wildcard (4º posto nel Gruppo D del Torneo di qualificazione) | 18 maggio 2022         | Spagna 2018           | 16º posto (2018)                                                      |
| 12 | Mali                 | Wildcard (4º posto nel Gruppo B del Torneo di qualificazione) | 2 giugno 2022          | Repubblica Ceca 2010  | 15º posto (2010)                                                      |

## Sorteggio e formula
Il sorteggio per il primo turno si è tenuto il 3 marzo 2022 a Sydney. Le dodici squadre sono state raggruppate in 2 fasce.
| 1ª fascia   | 2ª fascia            |
| ----------- | -------------------- |
| Stati Uniti | Giappone             |
| Australia   | Serbia               |
| Canada      | Corea del Sud        |
| Belgio      | Mali                 |
| Francia     | Bosnia ed Erzegovina |
| Cina        | Porto Rico           |

Le squadre sono state suddivise in 2 gironi (A-B) all'italiana da sei squadre ciascuno. Al termine della prima fase le prime quattro accederanno alla fase finale costituita da quarti di finale, semifinali e finali. Un sorteggio definirà gli accoppiamenti per i quarti di finale.

## Prima fase
Legenda:
      ammesse alla fase finale.

### Gruppo A
| Pos. | Squadra              | Pt | G | V | P | PF  | PS  | DP   |
| ---- | -------------------- | -- | - | - | - | --- | --- | ---- |
| 1.   | Stati Uniti          | 10 | 5 | 5 | 0 | 536 | 305 | +231 |
| 2.   | Cina                 | 9  | 5 | 4 | 1 | 444 | 287 | +157 |
| 3.   | Belgio               | 8  | 5 | 3 | 2 | 364 | 349 | +15  |
| 4.   | Porto Rico           | 7  | 5 | 2 | 3 | 341 | 400 | −59  |
| 5.   | Corea del Sud        | 6  | 5 | 1 | 4 | 346 | 494 | -148 |
| 6.   | Bosnia ed Erzegovina | 5  | 5 | 0 | 5 | 289 | 485 | -196 |

### Gruppo B
| Pos. | Squadra   | Pt | G | V | P | PF  | PS  | DP   |
| ---- | --------- | -- | - | - | - | --- | --- | ---- |
| 1.   | Australia | 9  | 5 | 4 | 1 | 390 | 308 | +82  |
| 2.   | Canada    | 9  | 5 | 4 | 1 | 356 | 301 | +55  |
| 3.   | Serbia    | 8  | 5 | 3 | 2 | 332 | 330 | +2   |
| 4.   | Francia   | 8  | 5 | 3 | 2 | 318 | 296 | +22  |
| 5.   | Giappone  | 6  | 5 | 1 | 4 | 316 | 333 | -17  |
| 6.   | Mali      | 5  | 5 | 0 | 5 | 306 | 450 | -144 |

## Fase finale
Nei quarti di finale le prime due di un gruppo vengono sorteggiate contro le terze e quarte dell'altro gruppo.

### Tabellone
|  | Quarti di finale | Quarti di finale | Quarti di finale |             |           | Semifinali | Semifinali | Semifinali |           |                    | Finale             | Finale             | Finale |  |
|  |                  |                  |                  |             |           |            |            |            |           |                    |                    |                    |        |  |
|  | A3               | Belgio           | 69               |             |           |            |            |            |           |                    |                    |                    |        |  |
|  | A3               | Belgio           | 69               |             |           |            |            |            |           |                    |                    |                    |        |  |
|  | B1               | Australia        | 86               |             |           |            |            |            |           |                    |                    |                    |        |  |
|  | B1               | Australia        | 86               |             | Australia | Australia  | 59         |            |           |                    |                    |                    |        |  |
|  |                  |                  |                  |             | Australia | Australia  | 59         |            |           |                    |                    |                    |        |  |
|  |                  |                  | Cina             | Cina        | 61        |            |            |            |           |                    |                    |                    |        |  |
|  | A2               | Cina             | Cina             | Cina        | 61        | 85         |            |            |           |                    |                    |                    |        |  |
|  | A2               | Cina             |                  |             |           |            |            |            |           |                    |                    |                    |        |  |
|  | B4               | Francia          | 71               |             |           |            |            |            |           |                    |                    |                    |        |  |
|  | B4               | Francia          | 71               |             | Cina      | Cina       | 61         |            |           |                    |                    |                    |        |  |
|  |                  |                  |                  |             |           |            |            |            |           |                    |                    |                    |        |  |
|  |                  |                  | Stati Uniti      | Stati Uniti | 83        |            |            |            |           |                    |                    |                    |        |  |
|  | A4               | Porto Rico       | Stati Uniti      | Stati Uniti | 83        | 60         |            |            |           |                    |                    |                    |        |  |
|  | A4               | Porto Rico       |                  |             |           | 60         |            |            |           |                    |                    |                    |        |  |
|  | B2               | Canada           | 79               |             |           |            |            |            |           |                    |                    |                    |        |  |
|  | B2               | Canada           | 79               |             | Canada    | Canada     | 43         |            |           | Finale 3º-4º posto | Finale 3º-4º posto | Finale 3º-4º posto |        |  |
|  |                  |                  |                  |             | Canada    | Canada     | 43         |            |           |                    |                    |                    |        |  |
|  |                  |                  | Stati Uniti      | Stati Uniti | 83        |            |            |            |           |                    |                    |                    |        |  |
|  | A1               | Stati Uniti      | Stati Uniti      | Stati Uniti | 83        | 88         |            |            | Australia | Australia          | 95                 |                    |        |  |
|  | A1               | Stati Uniti      |                  |             |           |            |            |            | Australia | Australia          | 95                 |                    |        |  |
|  | B3               | Serbia           | 55               |             |           | Canada     | Canada     | 65         |           |                    |                    |                    |        |  |

## Classifica finale
| Campione del Mondo | Campione del Mondo   | Campione del Mondo |
| --- | -------------------- | --- |
| Stati Uniti4 Loyd, 5 Plum, 6 Ionescu, 7 Atkins, 8 Gray, 9 Wilson, 10 Stewart, 11 Copper, 12 Thomas, 13 Austin, 14 Laney, 15 Jones, All. Cheryl Reeve |                      | |
| Argento | Cina                 | Cina4 Li Yuan, 5 Wang, 6 Wu, 7 Yang, 8 Jin, 9 Li M., 10 Zhang, 11 Huang, 12 Pan, 13 Dilixiati, 14 Li Yueru, 15 Han, All. Zheng Wei                                                         |
| Bronzo | Australia            | Australia3 Wallace, 5 Garbin, 6 Talbot, 7 Madgen, 9 Allen, 13 Magbegor, 14 Tolo, 15 George, 19 Blicavs, 24 Maley, 25 Jackson, 32 Whitcomb, All. Sandy Brondello                            |
| 4. | Canada               | Canada2 Konig, 4 Hill, 5 Nurse, 6 Carleton, 11 Achonwa, 13 Colley, 14 Alexander, 15 Amihere, 16 Gilles, 21 Fields, 22 Kyei, 30 Hanson, All. Víctor Lapeña                                  |
| Eliminate ai quarti di finale |                      | |
| 5. | Belgio               | Belgio4 Ramette, 6 Delaere, 10 Résimont, 11 Meesseman, 13 Linskens, 19 Ben Abdelkader, 25 Be. Massey, 31 Lisowa-Mbaka, 34 Bi. Massey, 35 Vanloo, 55 Allemand, 99 Joris, All. Valéry Demory |
| 6. | Serbia               | Serbia1 Raca, 6 Čađo, 8 Jovanović, 12 Anderson, 14 Stanković, 17 Nogić, 20 Topuzović, 24 Škorić, 33 Krajišnik, 40 Katanić, 44 Zec, 51 Đorđević, All. Marina Maljković                      |
| 7. | Francia              | Francia1 Berkani, 4 Fauthoux, 6 Chartereau, 10 Michel, 12 Rupert, 14 Tadić, 15 Williams, 16 Ciak, 22 Badiane, 28 Touré, 74 Paget, 97 Chéry, All. Jean-Aimé Toupane                         |
| 8. | Porto Rico           | Porto Rico0 O'Neill, 1 Meléndez, 2 Jones, 5 Rosado, 7 González, 11 Roma, 13 Vargas, 21 Hollingshed, 22 Guirantes, 23 San Antonio, 25 Quiñones, 33 Pagán, All. Jerry Batista                |
| Eliminate alla fase a gironi |                      | |
| 9. | Giappone             | Giappone3 Mawuli, 5 Masuma, 8 Takada, 10 Tokashiki, 14 Yoshida, 23 Yamamoto, 31 Hirashita, 32 Miyazaki, 52 Miyazawa, 75 Tōdō, 88 Akaho, 99 Okoye, All. Tōru Onzuka                         |
| 10. | Corea del Sud        | Corea del Sud1 Sin, 2 Heo, 3 Kang, 4 Yun, 5 Park Ji-hyeon, 7 Park H., 10 Kim S., 11 Lee, 13 Yang, 21 Kim J., 23 Kim D., 27 Jin, All. Jeong Seon-min                                        |
| 11. | Mali                 | Mali1 Coulibaly, 2 Kourouma, 7 Traoré, 8 Gandega, 9 Sangaré, 10 Haidara, 11 Dabou, 12 Dembélé, 13 Tirera, 14 Koné, 50 N'Diaye, 77 Balayera, All. Joaquín Luis Brizuela Carrión             |
| 12. | Bosnia ed Erzegovina | Bosnia ed Erzegovina4 Deura, 5 Džombeta, 7 Knežević, 9 Domuzin, 10 Ikanović, 11 N. Delić, 13 Selimović, 15 Elez, 23 Marković, 24 Tavić, 25 A. Delić, 35 Jones, All. Goran Lojo             |